# Andrena beijingensis
Andrena beijingensis är en biart som beskrevs av Xu 1994. Andrena beijingensis ingår i släktet sandbin, och familjen grävbin. Inga underarter finns listade i Catalogue of Life.